# Кочуров, Борис Иванович
Бори́с Ива́нович Ко́чуров (род. 31 августа 1946, с. Мельница, Голобский район Волынской области) — российский учёный в области геоэкологии и картографии, ведущий научный сотрудник Института географии РАН, главный редактор журнала «Проблемы региональной экологии».

## Биография
В 1969 году окончил МГУ по специальности «физическая география, почвоведение и геохимия ландшафтов» и приступил к работе в Институте географии СО АН СССР. Организовал и руководил комплексными работами на степном (Хакасия) и таёжном (Западный Саян) стационарах Южно-Сибирской географической станции.
В 1979—1986 годах работал в Государственном институте земельных ресурсов, с 1986 — в Институте географии РАН. Кандидатом географических наук стал в 1974, доктором — в 1994 году.
Один из основателей картографического направления в геоэкологических исследованиях, создал первую экологическую карту СССР (1990), ряд экологических карт других территорий . Автор более 500 опубликованных научных работ, в том числе 12 монографий и учебных пособий.

## Основные труды
Научная, производственная, преподавательская деятельность.
Научные исследования: Под руководством Б. И. Кочурова на единой методической основе созданы первые экологические карты СССР, России и других стран и регионов (всего около 30 карт). За разработку и составление этих карт был награждён грамотами и удостоен наградами. Успешно разрабатываются им вопросы экологического районирования и экологического риска. Работа завершилась составлением следующих карт: «Районирование территории России по степени экологической напряженности», «Карта риска чрезвычайных экологических ситуаций на территории России», «Комплексное районирование территории России по экологической и социально-экономической ситуации» и ряда региональных геоэкологических карт.
В последние годы Кочуров Б. И. много работает в области эффективности энергоресурсов и природопользования, экологически безопасного и сбалансированного развития страны и регионов, геоэкологического прогнозирования, землепользования, землеустройства и организации территории, земельного права и землепользования, урбоэкологии, проблем глобального изменения природы и климата.
Кочуров Б. И. принимал активное участие в подготовке ряда Национальных и Государственных докладов по охране окружающей среды России и работе ряда комиссий Государственной думы и рабочих групп по экспертизе проектов.
- Кочуров Б. И. География экологических ситуаций (экодиагностика территорий). — М.: ИГ РАН, 1997. — 156 с.
- Кочуров Б. И. Геоэкология: экодиагностика и эколого-хозяйственный баланс территорий. — Смоленск: СГУ, 1999. — 154 с.
- Кочуров Б. И. Экодиагностика и сбалансированное развитие. — М.-Смоленск: Маджента, 2003. — 384 с.
- Егоренков Л. И., Кочуров Б. И. Геоэкология. — М.: Финансы и статистика, 2005. —320 с.